# Jean-Jacques Elshoecht
Jean-Jacques Marie Carle Vita Elshoecht dit également Carle Elshoecht, né le 10 mai 1797 à Bergues et mort le 27 février 1856 à Paris, est un sculpteur français.

## Biographie
Fils du peintre et sculpteur Jean-Louis Elshoecht (1760-1842) auprès duquel il apprend les bases de son art, puis élève de François-Joseph Bosio à Paris, Jean-Jacques Elshoecht présente ses œuvres pour la première fois au Salon de 1824.

## Œuvres dans les collections publiques
- Amiens, musée de Picardie :

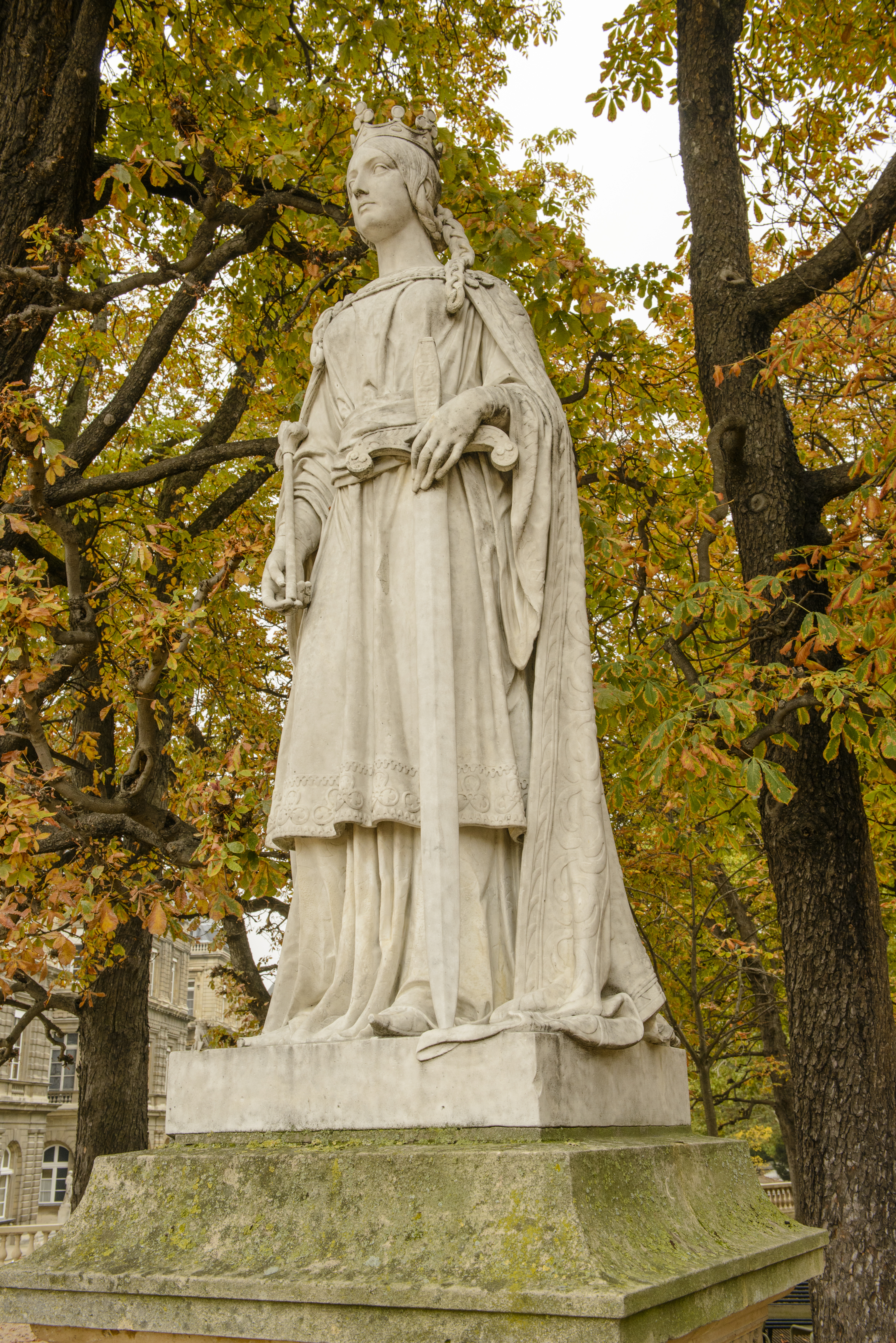
Mathilde de Flandre (1848), Paris, jardin du Luxembourg.

  - Marguerite, buste en marbre (1834) ;
  - buste de Napoléon Ier, marbre (1848 ?) ;
- Bernay, musée des Beaux-Arts : Ève, statuette en bronze.
- Lyon :
  - musée des Beaux-Arts : Buste de Soufflot, 1845, marbre[2].
  - musées Gadagne : Le Rhône, La Saône, La Maternité et l'Indigence, 1843-1844, maquettes pour les pavillons nord et sud de la façade de l'Hôtel-Dieu de Lyon.
- Paris :
  - cimetière du Père-Lachaise (8e division) : Philippe-Frédéric Blandin, profil en médaillon, en bronze, ornant la tombe du chirurgien.
  - jardin du Luxembourg : Mathilde de Flandre, 1848, statue en pierre de la série Reines de France et Femmes illustres.
  - musée du Louvre : 
    - Thérèse Elssler dans le rôle de la reine Mab, 1839, statuette en bronze[3];
    - Le duc d'Orléans, 1844, statuette en marbre[4].

  - Musée de la Vie romantique.
  - palais du Luxembourg : bas-reliefs en bois, 1841.
  - place de la Concorde : Les tritons et néréides de La Fontaine des Mers (1835-1840), avec Antonin Moine et Louis-Parfait Merlieux.